# Вест Самосет (Флорида)
Вест Самосет (енгл. West Samoset) насељено је место без административног статуса у америчкој савезној држави Флорида.

## Демографија
По попису из 2010. године број становника је 5.583, што је 76 (1,4%) становника више него 2000. године.
| Група             | 2000.         | 2010.         |
| Белци             | 2.649 (48,1%) | 1.482 (26,5%) |
| Афроамериканци    | 1.492 (27,1%) | 1.304 (23,4%) |
| Азијати           | 46 (0,8%)     | 7 (0,1%)      |
| Хиспаноамериканци | 1.224 (22,2%) | 2.706 (48,5%) |
| Укупно            | 5.507         | 5.583         |